# Trật tự thế giới mới (thuyết âm mưu)

Mặt sau của Đại ấn của Hoa Kỳ (1776). Cụm từ tiếng Latin "novus ordo seclorum", đã xuất hiện trong mặt sau của Đại Ấn kể từ năm 1782 và đã ở mặt sau của giấy bạc một đô la Mỹ kể từ năm 1935, nghĩa là "Trật tự Thế giới Mới" và ám chỉ tới sự khởi đầu của một kỷ nguyên mà Hoa Kỳ là một quốc gia độc lập; các nhà lý thuyết âm mưu tuyên bố rằng đây là một sự ám chỉ đến "trật tự thế giới mới".

Theo các thuyết âm mưu khác nhau, Trật tự Thế giới Mới được cho là một chính phủ toàn cầu toàn trị bí mật đang nổi lên.
Chủ đề chung trong các lý thuyết âm mưu về một trật tự thế giới mới là một thế lực quyền lực bí mật với một chương trình toàn cầu hoá đang âm mưu cai trị thế giới thông qua một chính phủ thế giới độc tài-sẽ thay thế các quốc gia có chủ quyền và một tuyên truyền toàn diện bao gồm hệ tư tưởng bắt đầu sự ra đời của trật tự thế giới mới là đỉnh cao của tiến bộ lịch sử. Nhiều hình ảnh lịch sử và đương đại có ảnh hưởng đã được coi như là một phần của một tổ chức hoạt động thông qua nhiều tổ chức phía trước nhằm điều phối các sự kiện chính trị và tài chính quan trọng, từ gây ra các cuộc khủng hoảng hệ thống để thúc đẩy các chính sách gây tranh cãi ở cả cấp quốc gia và quốc tế trong một âm mưu đang diễn ra để đạt được sự thống trị của thế giới. 
Trước những năm đầu thập niên 1990, thuyết âm mưu của Trật tự Thế giới Mới bị hạn chế đối với hai nền văn hoá đối kháng của Hoa Kỳ, chủ yếu là chống chính phủ một cách quân sự và thứ hai là một phần của Kitô giáo Cơ đốc có liên quan đến sự xuất hiện của Antichrist vào thời điểm cuối cùng. Những người hoài nghi như Michael Barkun và Chip Berlet đã nhận thấy các giả thuyết về chính sách dân chủ của đảng Dân chủ cánh hữu đã không chỉ được nhiều người tìm hiểu về kiến thức kỳ thị nhưng đã thâm nhập vào văn hoá phổ biến, do đó khánh thành một khoảng thời gian vào cuối năm 20 và đầu năm 21 ở Hoa Kỳ, nơi mọi người đang tích cực chuẩn bị cho kịch bản thiên niên kỷ khải huyền. Những nhà khoa học chính trị này lo ngại rằng sự cuồng loạn của khối lượng đối với các thuyết âm mưu của New World Order cuối cùng có thể gây ra những hậu quả tàn phá đối với đời sống chính trị của Mỹ, từ khủng bố sói độc nhất vô nhị đến khi quyền lực của các nhà mồ côi cực đoan theo chủ nghĩa cực đoan đang trỗi dậy. . 